# Múscul pectoral menor
El múscul pectoral menor (musculus pectoralis minor) és un múscul prim, aplanat i triangular, que està situat sota el múscul pectoral major.
S'insereix mitjançant tres llengüetes tendinoses en la vora superior i la cara externa de la tercera, quarta i cinquena costella. Acaba en un tendó aplanat que s'insereix en la part anterior de la vora intern de l'apòfisi coracoide.
Està innervat pel nervi pectoral medial. Està irrigat per l'artèria toracoacromial o acromiotoràcica.
Si té el seu punt fix en les costelles, aquest múscul baixa el monyó de l'espatlla, si el seu punt fix està en l'escàpula eleva les costelles i és inspirador.

## Imatges

Posició del múscul pectoral menor (en vermell).
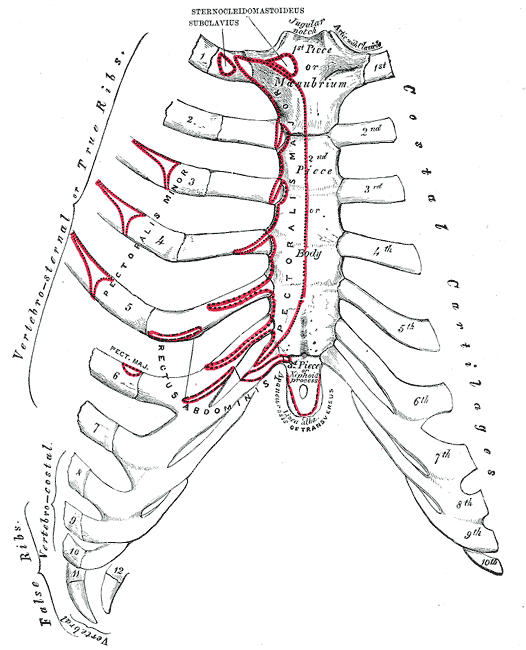
Superfície anterior de l'estern i cartílags costals.
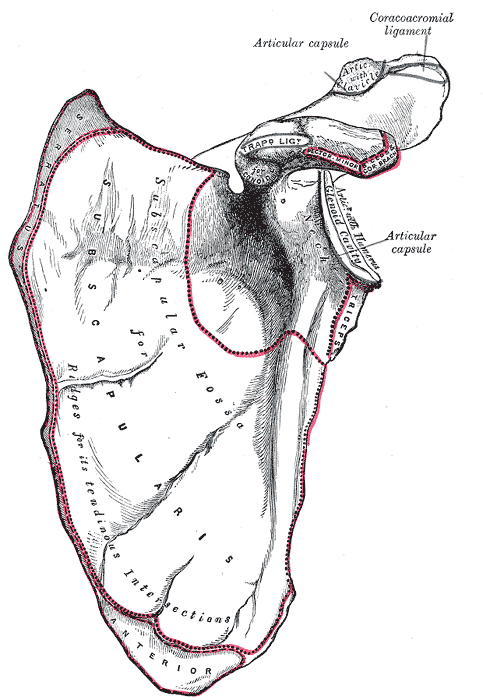
Superfície costal de la clavícula esquerra.
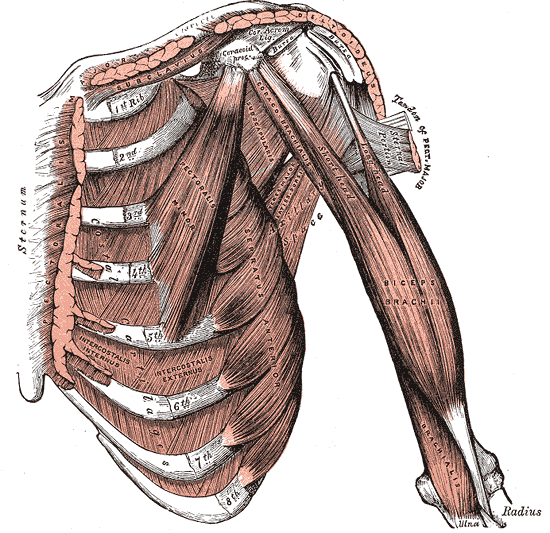
Músculs profunds del pit i part davantera del braç (límits en l'aixella)
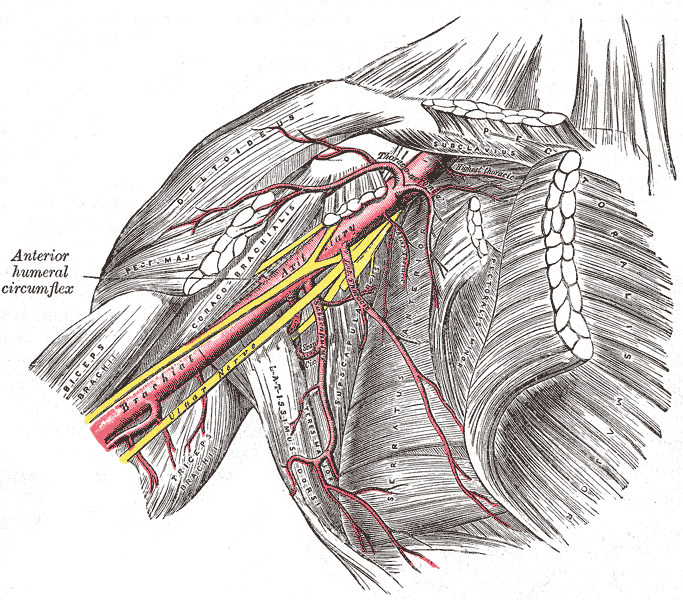
L'artèria axil·lar i les seves branques.
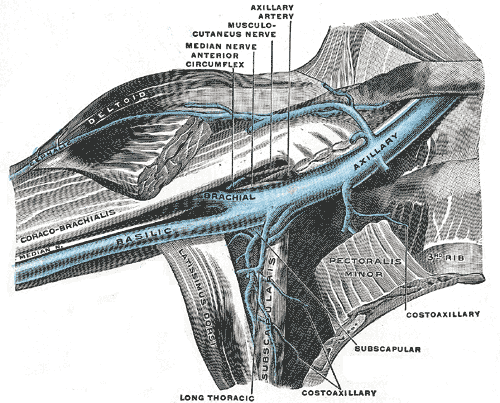
Vista frontal de les venes de l'axil·la dreta.
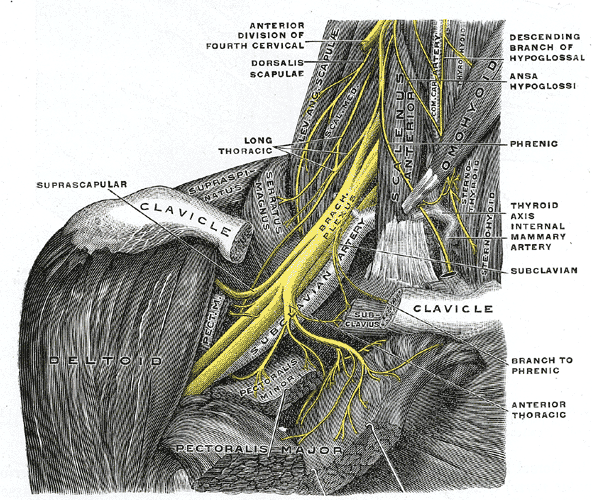
Vist frontal del plexe braquial dret i les branques curtes.
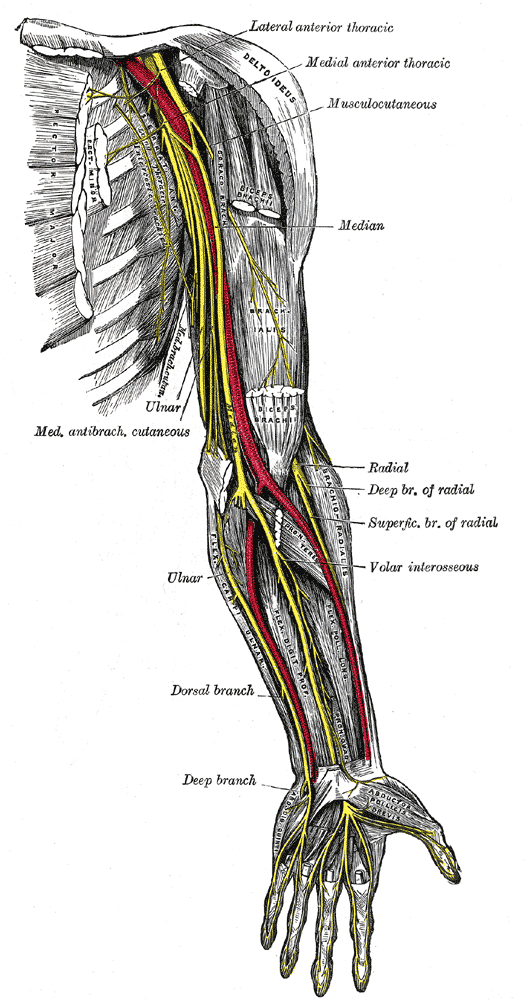
Nervis de l'extremitat superior esquerra.

- Disseccions:

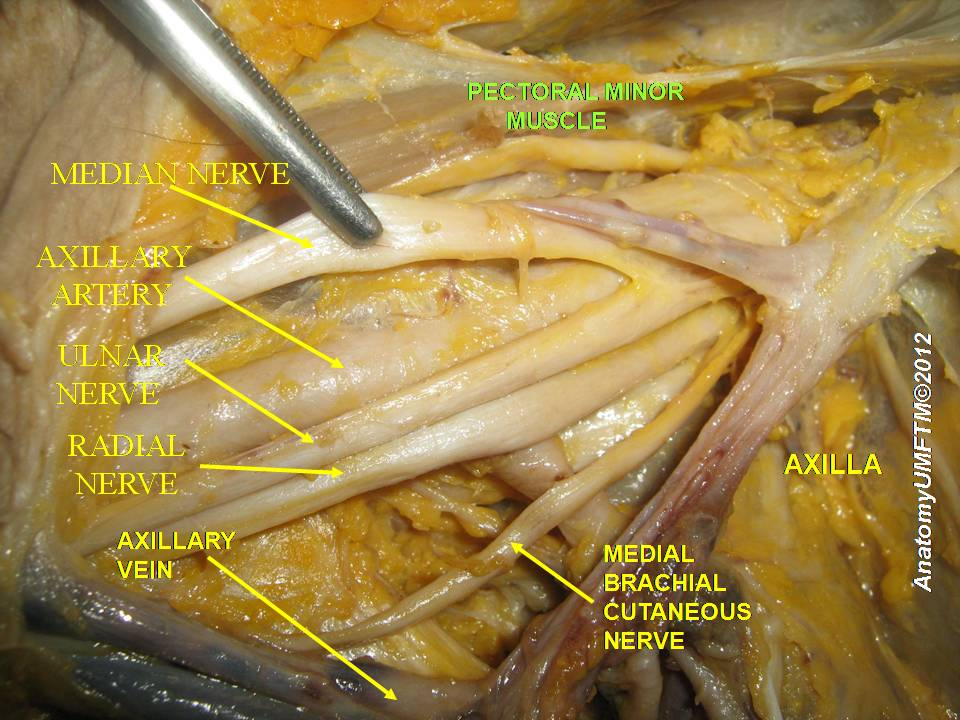
Múscul pectoral menor.
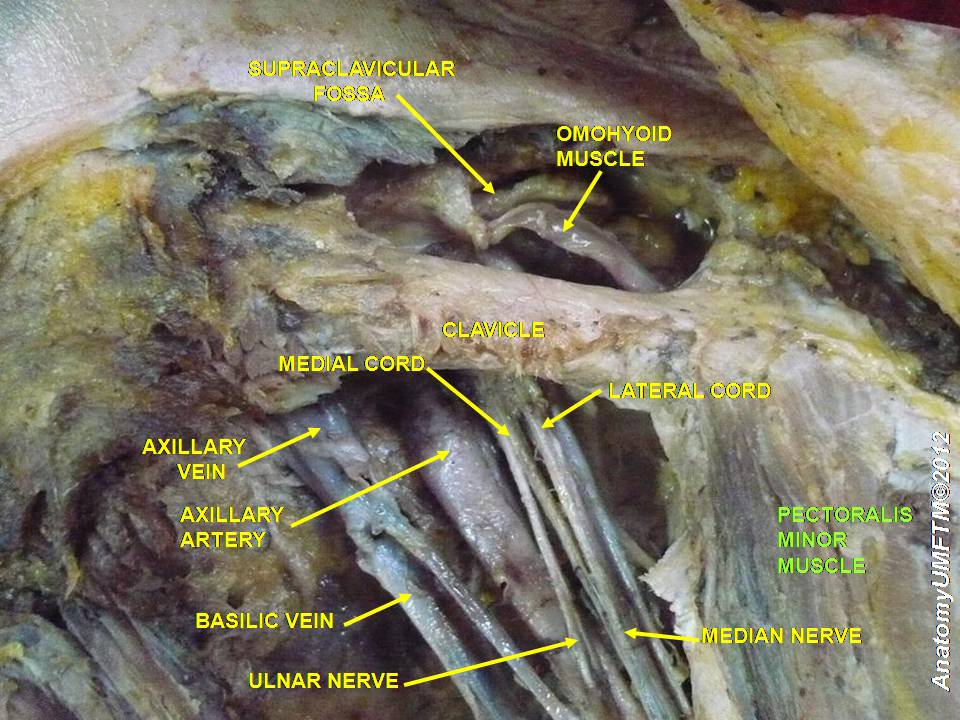
Múscul pectoral menor.
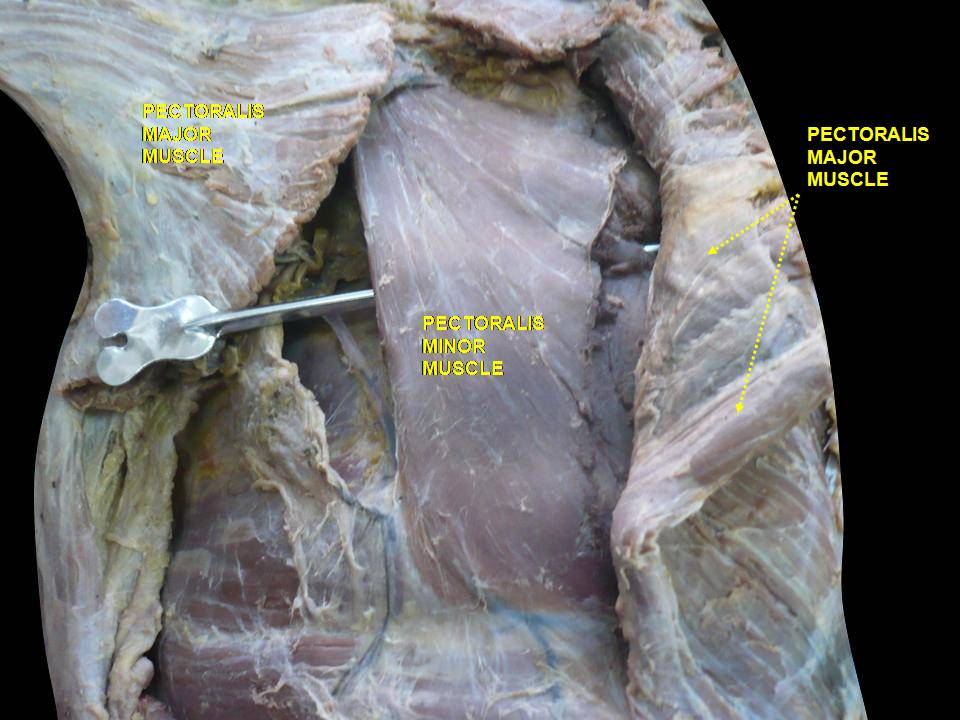
Dissecció profunda. Paret toràcica anterior. S'observa el múscul pectoral menor.